# Edwin Leather
Sir Edwin Hartley Cameron Leather (ur. 22 maja 1919 w Toronto, zm. 5 kwietnia 2005 w Paget, Bermudy), polityk brytyjski pochodzenia kanadyjskiego, działacz Partii Konserwatywnej, gubernator Bermudów w latach 1973–1977.
Przed II wojną światową kształcił się w Trinity College School, następnie Royal Military College w Kingston (Ontario). W czasie wojny służył w artylerii w Wielkiej Brytanii; z powodu kontuzji odniesionej w czasie ćwiczeń był zmuszony do ograniczenia aktywności wojskowej do obozów treningowych. Po wojnie zdecydował się pozostać w Wielkiej Brytanii, podjął pracę w firmie ubezpieczeniowej oraz działalność polityczną w szeregach Partii Konserwatywnej. Po raz pierwszy uzyskał mandat parlamentarny w 1950. Zyskał popularność jako rzecznik partii w wielu programach radiowych i telewizyjnych, szczególnie w cyklicznej audycji radiowej BBC Any Questions. W 1962 otrzymał tytuł szlachecki Sir (po przyjęciu w tym samym roku obywatelstwa brytyjskiego).
Na przełomie lat 60. i 70. ze względu na chorobę został zmuszony do ograniczenia działalności politycznej, ale zajmował nadal stanowiska w kierownictwie Partii Konserwatywnej, a także przewodniczył pierwszej konferencji partii po objęciu urzędu premiera przez Edwarda Heatha (1970). W 1973 zajął miejsce zamordowanego sir Richarda Sharplesa na stanowisku gubernatora generalnego Bermudów. Pozostał na Bermudach po zakończeniu urzędowania w 1977, zajmował honorowe stanowiska w kierownictwie instytucji kulturalnych, a także zajął się pisaniem trillerów (The Vienna Elephant, The Mozart Score).